# Margarita Armengol
Margarita Armengol Fuster (Barcelona, España; 17 de febrero de 1960) es una exnadadora española. Fue campeona y plusmarquista nacional y ganadora de un diploma olímpico en la Olimpiada de Moscú en 1980.

## Trayectoria
Se inició en el CN Catalunya, aunque desarrolló la mayor parte de su carrera en el CN Barcelona. Con 12 años logró su primer campeonato de España en categoría absoluta, en los 100 m braza. En total, a lo largo de su carrera ganó 16 Campeonatos de España de Verano: en 100 m braza (1972, 1975 y 1976), 100 m mariposa (1980), 200 m braza (1974, 1975 y 1976), 200 m estilos (1974, 1975, 1976, 1979 y 1980) y 400 m estilos (1974, 1975, 1976 y 1978). En el Campeonato de Invierno sumó 15 triunfos: 100 m braza (1977), 100 m libres (1979), 100 m mariposa (1980), 200 m braza (1974, 1976 y 1977), 200 m estilos (1977, 1978, 1979 y 1980) y 400 m estilos (1975, 1978 y 1980). Estableció, asimismo, 21 récords nacionales.
Participó en el Campeonato Europeo de 1974, en los Campeonatos Mundiales de 1975 y 1978 y en los Juegos Olímpicos de Moscú 1980, disputando la final de relevos 4 × 100 m, donde logró un diploma olímpico. Logró sus mejores resultados internacionales en los Juegos Mediterráneos, con tres medallas de bronce: una en Argel 1975 (4 × 100 m libre) y dos en Split 1979 (4 × 100 m libre y 4 × 100 m estilos).

## Premios y reconocimientos
- Placa de honor de la Real Federación Española de Natación (1978)[3]
- Medalla de plata de servicios distinguidos de la Real Federación Española de Natación (1980)[4]
- Medalla de bronce de servicios distinguidos de la Real Federación Española de Natación (1978)[5]